# Anomala vigilax
Anomala vigilax är en skalbaggsart som beskrevs av Ohaus 1924. Anomala vigilax ingår i släktet Anomala och familjen Rutelidae. Inga underarter finns listade i Catalogue of Life.